# Llista de Gardiner (H)
El Grup H de la llista de Gardiner és un dels 26 subgrups de jeroglífics egipcis que l'egiptòleg britànic Alan Gardiner va realitzar en el seu llibre Gramàtica de la llengua egípcia. En aquest grup només hi ha 8 jeroglífics referents a parts del cos de les aus.

## Taula de jeroglífics
| H1 |

| H1 |

| H2 |

| H2 |

| H3 |

| H3 |

| H4 |

| H4 |

| H5 |

| H5 |

| H6 | o | H6A |

| H6 | o | H6A |

| H7 |

| H7 |

| H8 |

| H8 |